# Melanolophia directilinea
Melanolophia directilinea là một loài bướm đêm trong họ Geometridae.